# NGC 3308
NGC 3308 este o galaxie lenticulară situată în constelația Hidra. A fost descoperită în 24 martie 1835 de către John Herschel. Se află la o distanță de 46,34 de megaparseci de Pământ.